# Karl Staaff
Karl Albert Staaff [stɑːv], född 21 januari 1860 i Stockholm, död där i lunginflammation klockan 1.40 den 4 oktober 1915, var en svensk politiker (liberal), advokat, riksdagsman 1897–1915 (andra kammaren), partiledare för riksdagspartiet Liberala samlingspartiet 1907–1915 (i praktiken från 1905) och statsminister 1905–1906 och 1911–1914.
Han var bror till Pehr Staaff (född 1856 i Stockholm) och Wilhelmina Magdalena (född 1858 i Stockholm). I hushållet ingick också brodern Erik Schöne (född 1867 i Stockholm). Karl Staaff var aldrig gift.

## Biografi

### Bakgrund
Karl Staaff föddes i Klara församling, Stockholm som son till lektorn och kyrkoherden i Adolf Fredriks församling Albert Wilhelm Staaff (1821-1895) och Fredrica Wilhelmina "Mina” Schöne (född 1837 i Stockholm). Han studerade i Uppsala (student 1879) där han tillhörde den krets som 1882 grundade den radikala studentföreningen Verdandi, vars ordförande han var de första åren, som blev en intellektuell inspirationskälla för flera generationer svenska politiker, publicister och akademiker. Verdandis medlemmar var i allmänhet liberaler men i kretsen fanns också socialdemokrater som Hjalmar Branting.
Karl Staaff var under sin studietid också aktiv i Uppsala studentkår, vilken han var vice ordförande för 1886–1887. Han var även förste kurator på Stockholms Nation.
Redan under studietiden tog Staaff som ”fattigadvokat” sig an utsatta och medellösa människor i behov av rättslig hjälp. Efter studierna öppnade han egen byrå i Stockholm. Hans försvar för arbetarnas föreningsrätt anses ha haft avgörande betydelse för utvecklingen av en fri svensk fackföreningsrörelse – en linje som han fullföljde som politiker när han motarbetade högerkrav på antifacklig lagstiftning.

### Staaff som politiker
År 1890 bildades Sveriges allmänna rösträttsförbund där Staaff genast blev en av förgrundsgestalterna. Han invaldes i riksdagen vid valet 1896 och anslöt sig vid inträdet 1897 till Folkpartiet, som 1900 övergick i Liberala samlingspartiet. Fram till 1911 representerade han Stockholms stads valkrets och därefter Stockholms stads andra valkrets. 1909 till 1910 var han ordförande i Konstitutionsutskottet.
När rösträttsförbundet 1902 efterträddes av ett riksomfattande liberalt parti, Frisinnade landsföreningen, framträdde Staaff som det nya partiets politiske ledare.

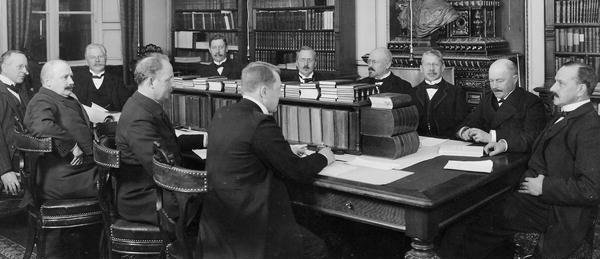
Karl Staaffs andra regering år 1911.

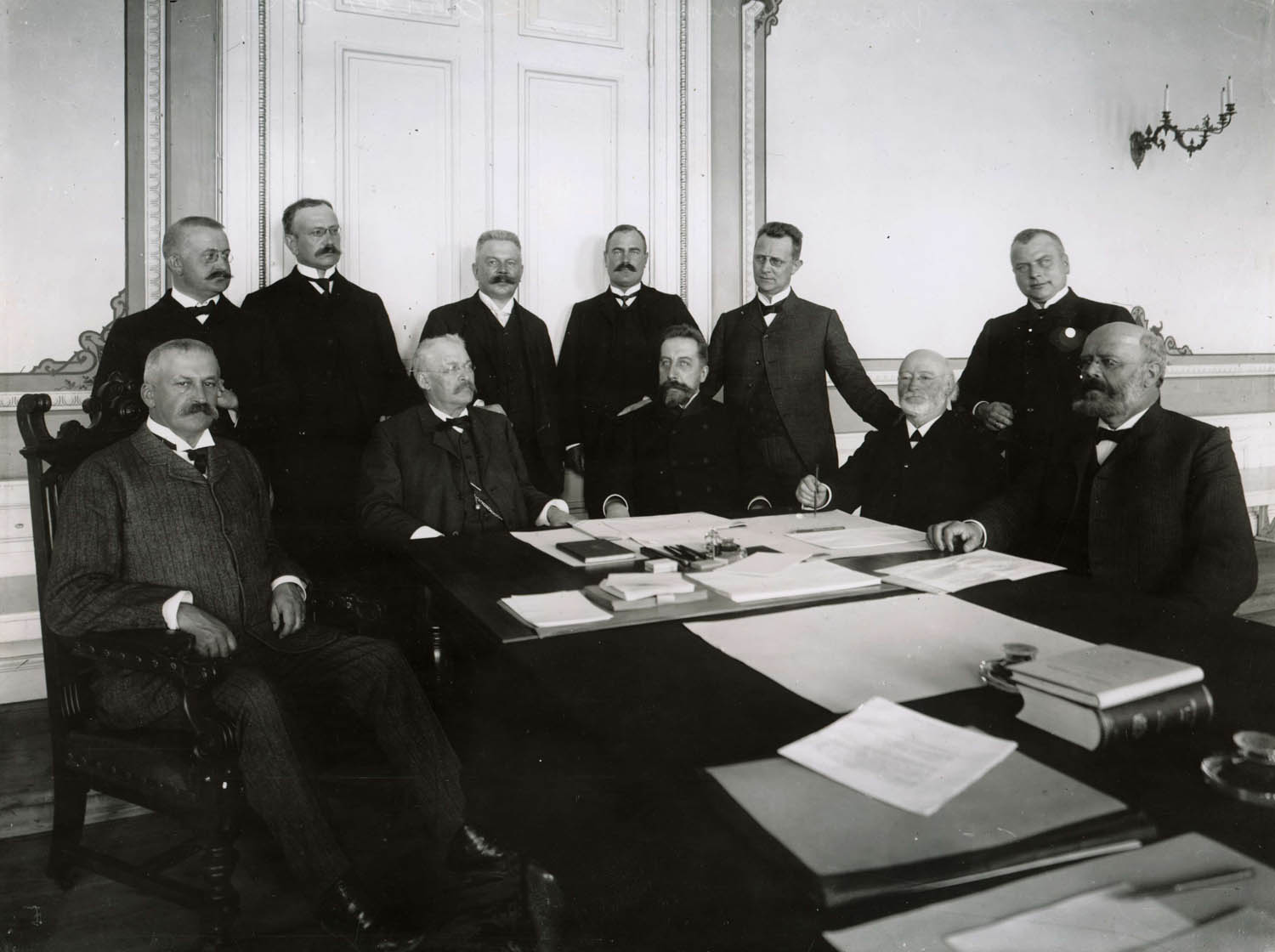
De svensk-norska unionsförhandlingarna i Karlstad, 1905. Nordiska museet NMA.0034900

Liberalerna såg det politiskt mer utvecklade Norge som ett föredöme och opponerade starkt mot de högerkrafter som ville bevara unionen mellan länderna med våld. När krisen i unionsfrågan 1905 blev akut togs Staaff och ett par andra liberaler in i regeringen och bidrog verksamt till unionens fredliga avveckling. Staaff var själv med vid Karlstadskonferensens förhandlingar i Karlstad mellan Sverige och Norge 1905 i samband med unionsupplösningen.
Efter en stor valframgång samma år bildade Staaff regering med en rösträttsreform som viktigaste programpunkt. Regeringen föll följande år sedan den högerdominerade första kammaren motsatt sig Staaffs rösträttsförslag som bland annat innebar majoritetsval i enmansvalkretsar. I stället genomdrevs under kommande år en reform med proportionella val, rösträtt till riksdagen för män och graderad rösträtt i kommunala val (den så kallade 40-gradiga skalan). Liberalernas mål (tillsammans med socialdemokraterna) blev nu att genomdriva allmän och lika rösträtt, både kommunalt och till riksdagen, för både kvinnor och män.

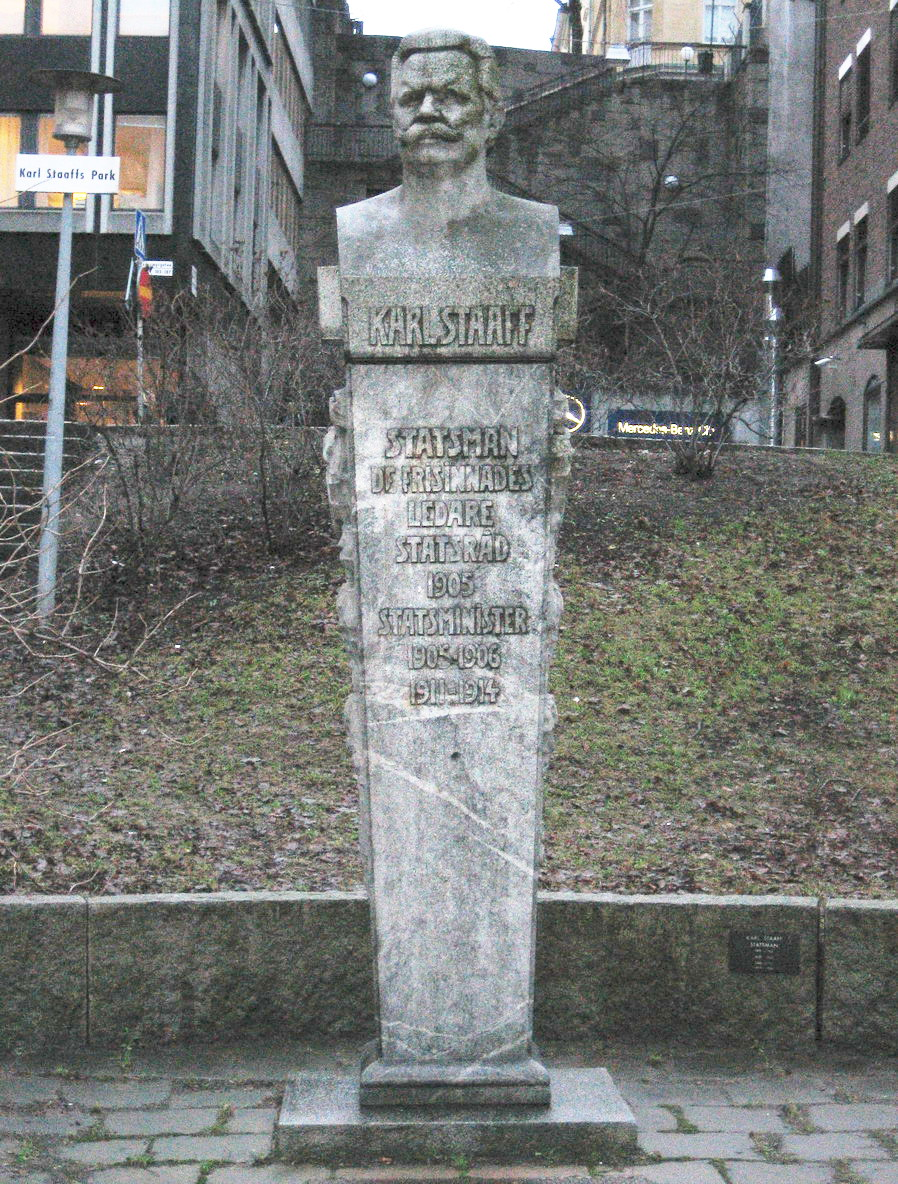
Byst av Karl Staaff i Karl Staaffs park på Norrmalm i Stockholm

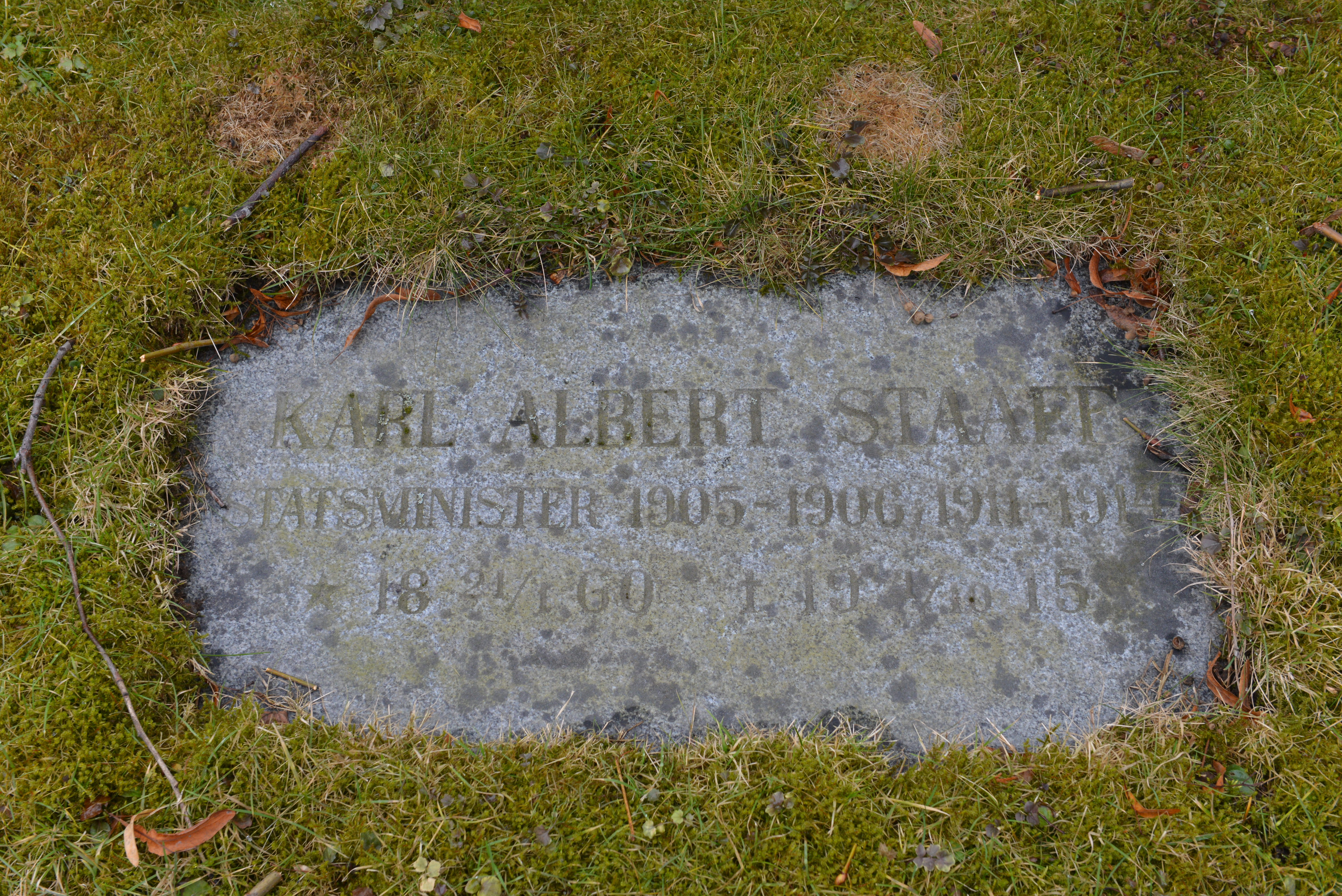
Karl Staaffs gravvård på Norra begravningsplatsen.

Efter ännu en valframgång bildade Staaff på nytt regering 1911, med parlamentariskt stöd av socialdemokraterna. Dess största insats på det socialpolitiska området blev införandet av den allmänna pensionen 1913. Staaf var statsminister 7 november 1905 till 29 maj 1906, och på nytt från den 7 oktober 1911.
För att förhindra en ny och mer radikal rösträttsreform sökte högern och kungahuset strid med Staaff, med försvarsfrågan som verktyg. Trots sin tidigare inställning om försvarskostnadernas minskning eller status quo var Staaff 1913 ("Karlskronatalet") utmålad av högern som en landsförrädare.
Sedan kung Gustaf V i sitt tal till det så kallade bondetåget i februari 1914 (se borggårdskrisen) öppet tagit avstånd från regeringen blev Staaffs ställning ohållbar. Inför det följande valet utsattes Staaff för en intensiv smutskastningskampanj, symboliserad av askkoppar där överklassen kunde aska av sina cigarrer i Staaffs ansikte (en sådan finns utställd på Hallwylska museet i Stockholm).

### Död och eftermäle
Karl Staaff avled 1915. Den definitiva rösträttsreformen genomfördes av hans efterföljare som liberal partiledare, Nils Edén, i spetsen för en koalitionsregering av liberaler och socialdemokrater 1917–1920. 
Karl Staaff var en målmedveten och lidelsefull politiker, och han väckte starka känslor både bland sina anhängare och sina motståndare. Han framstår som en av sin tids mest framträdande svenska politiker, liksom en av förgrundsfigurerna för den svenska liberalismen. Han bidrog till att föra in Sveriges politiska liv i 1900-talet och att samhället demokratiserades.
Mellan 1912 och fram till sin död 1915 ägde och bebodde han stadsvillan Tofslärkan 3 vid Odengatan 11 i Lärkstaden. Staaff är begravd på Norra begravningsplatsen i Stockholm där han gravsattes den 15 oktober 1915.
När Karl Staaff gick bort sörjdes han i vida kretsar. Få offentliga personer i Sverige har i sin livsgärning mötts med en sådan storm av hat som han. Men å andra sidan är det inte många partiledare som i så hög grad kunnat räkna på sina anhängares orubbliga förtroende och tillgivenhet.
Som person var Staaf tillbakadragen och det var endast några få personer som kom honom närmare inpå livet. För andra framstod han som en kyligt reserverad enstöring. Någon trevlig sällskapsbroder var han minst av allt, och även de som stod honom nära i arbetet beklagade sig ibland över bristande språksamhet från ”den store tigaren”. Till stor del berodde detta på den väldiga arbetsbörda som vilade på hans axlar.
Staafs bok Det demokratiska statsskicket utgavs efter hans död, år 1917. Boken präglas av en nästan religiöst färgad övertygelse om de demokratiska idéernas rättfärdighet. Men han kritiserade samtidigt de osunda utväxterna på demokratins träd. Han fäller i sin bok skarpa förkastelsedomar över korruptionen i USA och systemet med presidentens ämbetsutdelningar som politiska partibelöningar. Han var inte heller någon beundrare av den franska kotteripolitiken och de täta ministerkriser som blev en följd av de politiska intrigerna. Mest sympati hade han för Storbritanniens solidare parlamentariska statsliv.
En byst av Staff sattes upp i Riksdagshuset 1918.
Karl Staaffs park ligger på Norrmalm i centrala Stockholm belägen vid korsningen Birger Jarlsgatan och Regeringsgatan. På 1940-talet uppsattes här en porträttbyst av Karl Staaff, vilket föranledde byte till det nuvarande namnet år 1980. Granitbysten, som är utförd av Carl Eldh 1921, stod ursprungligen i en plantering vid Sveavägen utanför Adolf Fredriks kyrka, men flyttades vid gatans omdaning.